# لي جونغ-هيون
لي جونغ-هيون (هانغل: 이종현) هو لاعب كرة قدم كوري جنوبي في مركز الوسط، ولد في 8 يناير 1987 في كوريا الجنوبية. لعب مع إنتشون يونايتد.

## وصلات خارجية
- لي جونغ-هيون على موقع دوري كوريا الجنوبية (الإنجليزية)
- لي جونغ-هيون على موقع قاعدة بيانات كرة القدم.إي يو (الإنجليزية)
- لي جونغ-هيون على موقع Soccerway.com (الإنجليزية)